# Mathis Lachuer
Pour les articles homonymes, voir Lachuer.
Mathis Lachuer, né le 31 août 2000 à Amiens, est un footballeur français qui évolue au poste de milieu de terrain au CD Mirandés.

## Carrière en club
Mathis a fait ses débuts professionnels avec Amiens lors d'une défaite 2-0 Ligue 2 contre le Pau FC le 2 février 2021.

## Vie personnelle
Mathis est le fils de Julien Lachuer, et le neveu de Yann Lachuer, tous deux footballeurs professionnels. Mathis est d'origine martiniquaise par sa mère.

## Statistiques
| Saison                | Club                  | Championnat           | Championnat | Championnat | Coupe(s) nationale(s) | Coupe(s) nationale(s) | Play-offs | Play-offs | Total | Total |
| Saison                | Club                  | Division              | M.          | B.          | M.                    | B.                    | M.        | B.        | M.    | B.    |
| 2020-2021             | Amiens SC             | Ligue 2               | 12          | 0           | 1                     | 0                     | -         | -         | 13    | 0     |
| 2021-2022             | Amiens SC             | Ligue 2               | 30          | 0           | 6                     | 0                     | -         | -         | 36    | 0     |
| 2022-2023             | Amiens SC             | Ligue 2               | 23          | 0           | 1                     | 0                     | -         | -         | 24    | 0     |
| Sous-total Amiens     | Sous-total Amiens     | Sous-total Amiens     | 65          | 0           | 8                     | 0                     | -         | -         | 73    | 0     |
| 2023-2024             | CD Mirandés           | LaLiga 2              | 23          | 1           | 2                     | 0                     | -         | -         | 25    | 1     |
| 2024-2025             | CD Mirandés           | LaLiga 2              | 38          | 2           | 1                     | 0                     | 4         | 0         | 43    | 2     |
| Sous-total Mirandés   | Sous-total Mirandés   | Sous-total Mirandés   | 61          | 3           | 3                     | 0                     | 4         | 0         | 68    | 3     |
| Total sur la carrière | Total sur la carrière | Total sur la carrière | 126         | 3           | 11                    | 0                     | 4         | 0         | 141   | 3     |